# Сордахи
Сордахи (пол. Sordachy, нім. Sordachen) — село в Польщі, у гміні Елк Елцького повіту Вармінсько-Мазурського воєводства.
Населення — 43 особи (2011).
У 1975-1998 роках село належало до Сувальського воєводства.

## Демографія
Демографічна структура станом на 31 березня 2011 року:
|          | Загалом | Допрацездатний вік | Працездатний вік | Постпрацездатний вік |
| -------- | ------- | ------------------ | ---------------- | -------------------- |
| Чоловіки | 22      | 5                  | 17               | 0                    |
| Жінки    | 21      | 4                  | 14               | 3                    |
| Разом    | 43      | 9                  | 31               | 3                    |